# Žarko Marković
Žarko Marković (serbisk kyrillisk: Жарко Марковић; født 1. juni 1986) er en montenegrinsk-født qatarisk håndboldspiller, der spiller for Al Shamal og Qatars håndboldlandshold.
Han repræsenterede Qatar ved sommer-OL 2016 i Rio de Janeiro, hvor han sluttede på ottendepladsen med Qatars landshold.